# Vietnam en los Juegos Olímpicos de Pekín 2008
Vietnam estuvo representado en los Juegos Olímpicos de Pekín 2008 por un total de 13 deportistas, 7 hombres y 6 mujeres, que compitieron en 8 deportes.
El portador de la bandera en la ceremonia de apertura fue el atleta Nguyễn Đình Cương.

## Medallistas
El equipo olímpico vietnamita obtuvo las siguientes medallas:
| Nombre         | Deporte      | Competición |
| -------------- | ------------ | ----------- |
| Oro            |              |             |
| —              |              |             |
| Plata          |              |             |
| Hoàng Anh Tuấn | Halterofilia | 56 kg M     |
| Bronce         |              |             |
| —              |              |             |